# Pilotrichella communis
Pilotrichella communis là một loài Rêu trong họ Meteoriaceae. Loài này được Müll. Hal. ex Dusén mô tả khoa học đầu tiên năm 1895.